# Remotomyia longipalpus
Remotomyia longipalpus là một loài ruồi trong họ Asilidae. Remotomyia longipalpus được Londt miêu tả năm 1983. Loài này phân bố ở vùng nhiệt đới châu Phi.